# BSC Preussen
Der BSC Preussen war ein Berliner Eishockeyverein, dessen Ursprünge auf das Jahr 1981 zurückgehen. Der Klub erreichte von 1991 bis 1996 sechsmal in Folge und 2000 das Halbfinale um die deutsche Meisterschaft.
1994 war der Verein ein Gründungsmitglied der Deutschen Eishockey Liga. Ihre Heimspiele trugen die Mannschaften des BSC Preussen zunächst bis zum Ende der Saison 2000/01 in der Eissporthalle an der Jafféstraße und ab der Spielzeit 2001/02 in der im Berliner Stadtteil Westend gelegenen Deutschlandhalle aus.

## Geschichte

### Gründung (1981 bis 1983)
Im Jahr 1981 wurde die Eishockeyabteilung des deutschen Rekordeishockeymeisters Berliner Schlittschuhclub in den Berliner Schlittschuhclub Eishockey e. V. ausgegliedert. Bereits 1982 musste der Klub aus finanziellen Gründen aufgeben und zog sich zum Ende der Saison 1981/82 aus der Eishockey-Bundesliga zurück. In seiner letzten Saison konnte der Verein nach der Hauptrunde den siebten Platz belegen und sich für die Play-offs qualifizieren. In der ersten Runde, dem Play-off-Viertelfinale, verloren die Berliner mit 0:2 Niederlagen gegen den Kölner EC. Der KEC konnte dabei mit 12:5 und 5:0 zweimal hoch gewinnen. Zur Saison 1982/83 wechselten einige Spieler in die Oberliga zum BFC Preussen,  der zum höchstklassigsten Eishockeyverein in West-Berlin wurde. Es gelang der Aufstieg in die 2. Bundesliga in der Saison 1982/83. 
Am 29. April 1983 wurde schließlich der Berliner Schlittschuh-Club Preussen e. V. (BSC Preussen) gegründet durch die Ausgliederung der Eishockeyabteilung aus dem BFC Preussen.  Bestimmende Personen waren der Präsident Hermann Windler und Sportwart Heinz Klopstech.

### Die Zeit in der 2. Bundesliga (1983 bis 1987)
| Platzierungen | Platzierungen | Platzierungen |
| Saison        | Vorrunde      | Endrunde      |
| ------------- | ------------- | ------------- |
| 1983/84       | 1. Platz      | 1. Platz      |
| 1984/85       | 1. Platz      | 3. Platz      |
| 1985/86       | 1. Platz      | 4. Platz      |
| 1986/87       | 1. Platz      | 1. Platz ↑    |

Die Saison 1983/84 war das erste Spieljahr der neu gegründeten BSC Preussen. Mit einer Investitionssumme von 750.000 D-Mark gelang es dem BSC, sich nach der Hauptrunde und nach der Endrunde auf dem ersten Rang zu platzieren. Rick Hindmarch, der 50 Tore und weitere 45 Assists erzielte, wurde hinter Kenneth Brown zum zweiterfolgreichsten Scorer der Liga. Der Aufstieg in die 1. Bundesliga gelang letztendlich nicht, da in der Qualifikationsrunde nur der fünfte Platz erreicht wurde. Wirtschaftlich verliefen die Vorbereitungen der Premierensaison zunächst erfolgreich, jedoch forderte der BSchC für die Übertragung der Lizenz und den Spielern eine halbe Million D-Mark, wovon der BSC schließlich 300.000 DM bezahlte.
In der folgenden Spielzeit konnten die Preussen den Erfolg aus dem Vorjahr wiederholen und den ersten Platz der Hauptrunde belegen. Insgesamt verlor der Verein in 42 Spielen nur neun Partien und wies mit einem Ergebnis von 61:28 die meisten Punkte auf. Die Relegationsrunde zur Bundesliga beendete der Ligaprimus mit dem dritten Rang. Somit wurde der Aufstieg in die damals höchste deutsche Eishockeyliga zum zweiten Mal verpasst. Es besuchten dabei knapp 130.000 Zuschauer die Heimspiele des BSC Preussen, deutschlandweit konnten nur Mannheim und Düsseldorf höhere Zuschauerzahlen verbuchen.
Auch im dritten Jahr in der 2. Bundesliga belegte die Mannschaft den ersten Platz nach der Hauptrunde und verpasste den Aufstieg in der anschließenden Relegationsrunde. Hinter der Eintracht Frankfurt, dem SC Riessersee und dem Augsburger EV erreichte der Klub den vierten Tabellenrang. Damit schnitt der BSC schlechter als im Vorjahr ab. Die Saison 1986/87 war schließlich die letzte des Berliner Klubs in der 2. Bundesliga. So erreichte der Verein mit einem ersten Platz und 67:13 Punkte mit deutlichen Vorsprung vor der ESG Kassel die Relegationsrunde. Dort reichte es diesmal ebenfalls zum ersten Rang und die BSC Preussen stiegen folglich in die Bundesliga auf. Der teamintern beste Scorer war Uli Egen, der 119 Mal punkten konnte.

### Bundesliga (1987 bis 1994)
| Platzierungen | Platzierungen | Platzierungen |
| Saison        | Vorrunde      | Endrunde      |
| ------------- | ------------- | ------------- |
| 1987/88       | 9. Platz      | 1. Platz1     |
| 1988/89       | 6. Platz      | Viertelfinale |
| 1989/90       | 4. Platz      | Viertelfinale |
| 1990/91       | 4. Platz      | 4. Platz      |
| 1991/92       | 4. Platz      | Halbfinale    |
| 1992/93       | 6. Platz      | Halbfinale    |
| 1993/94       | 6. Platz      | Halbfinale    |

1- Relegationsrunde
Nach dem Aufstieg in die deutsche Bundesliga belegten die Preussen zunächst den neunten und damit letzten Tabellenplatz. Da der ECD Iserlohn den Spielbetrieb während der laufenden Saison einstellen musste, trat der BSC folglich als einziger Bundesligist in der Relegationsrunde an. Dort gelang den Berlinern der erste Platz und somit der Klassenerhalt im ersten Bundesligajahr. In den folgenden zwei Spielzeiten qualifizierte sich der Verein jeweils für die Play-offs. Im Jahr 1989 verlor der Klub allerdings mit 1:3 Niederlagen gegen den Mannheimer ERC und 1990 ebenfalls im Viertelfinale mit 2:3 Spielen gegen den Schwenninger ERC.
Am 21. September 1990 kam es zum ersten Derby mit dem EHC Dynamo Berlin. Der BSC Preussen, der sich mittlerweile in der Bundesliga etabliert hatte, siegte gegen den Neuaufsteiger mit 12:0. Bis zum letzten Derby, das die Berlin Capitals am 3. März 2002 in der Deutschlandhalle gegen die Eisbären Berlin mit 5:3 gewannen, gab es insgesamt 48 Derbys. Dabei gab es 28 Siege, 18 Niederlagen und zwei Unentschieden. Die Saison 1990/91 war die bis dahin erfolgreichste in der Vereinsgeschichte des BSC. Nachdem die Hauptrunde mit dem vierten Rang abgeschlossen werden konnte, besiegte der Klub im Play-off-Viertelfinale den Mannheimer ERC mit 3:0 Spielen. Das Halbfinale verloren die Preussen allerdings in einer engen Serie nach dem Modus „Best of Five“ mit 2:3 gegen den späteren Vize-Meister, den Kölner EC. Dieser Erfolg konnte in den folgenden drei Jahren wiederholt werden.

### Gründung der DEL (1994 bis 2002)
Als die Deutsche Eishockey Liga im Jahr 1994 als neue höchste deutsche Eishockeyliga gegründet wurde, waren die Preussen eines der 18 Gründungsmitglieder, obwohl ihnen bei der ersten Prüfung die Lizenz verweigert wurde. In der Premierensaison belegten die Berliner den ersten Platz nach der Hauptrunde und gewannen das anschließende Play-off-Achtelfinale mit 4:0 Siegen gegen die Ratinger Löwen. Nach einem weiteren Sieg in der Viertelfinal-Serie gegen die Schwenninger Wild Wings verlor der Klub das Halbfinale um die deutsche Meisterschaft mit 1:3 Niederlagen gegen die Kölner Haie.
| Platzierungen | Platzierungen | Platzierungen |
| Saison        | Vorrunde      | Endrunde      |
| ------------- | ------------- | ------------- |
| 1994/95       | 1. Platz      | Halbfinale    |
| 1995/96       | 2. Platz      | Halbfinale    |
| 1996/97       | 3. Platz      | Viertelfinale |
| 1997/98       | 10. Platz     | –             |
| 1998/99       | 13. Platz     | –             |
| 1999/00       | 6. Platz      | Halbfinale    |
| 2000/01       | 8. Platz      | Viertelfinale |
| 2001/02       | 15. Platz     | Abstieg       |

In der Folge gab es Meldungen über finanzielle Probleme des Klubs, der Schulden in Höhe von mehr als drei Millionen D-Mark hatte. Da eine Sanierung als unwahrscheinlich angesehen wurde, wurde die Preussen Devils GmbH gegründet, die den Spielbetrieb des BSC Preussen in der DEL fortsetzte. Die Spieler der Preussen wurden von den Devils übernommen. In der Saison 1995/96 erreichten die Preussen Devils erneut das Play-off-Halbfinale, welches gegen die Düsseldorfer EG verloren ging. Die DEG sicherte sich anschließend die deutsche Meisterschaft. Mit Klaus Merk und Tom O’Regan hatten die Devils den besten Torwart beziehungsweise den punktbesten Verteidiger in ihrem Team. Kurze Zeit später wurde der Verein erneut umbenannt. Ab dem 16. Juli 1996 hieß die Organisation Berlin Capitals.

Logo der Berlin Capitals

Als Hauptrundenzweiter in der Spielzeit 1995/96 qualifizierten sich die Capitals für die European Hockey League. Dort trafen die Berliner in ihrer Gruppe auf den damaligen finnischen Vizemeister TPS Turku, den schwedischen Meister Luleå HF und den britischen Klub Manchester Storm. Insgesamt hatten die Capitals zum Abschluss der Gruppenphase eine ausgeglichene Punktebilanz von 6:6 und belegten damit den dritten Rang, der das Ausscheiden bedeutete.
In den folgenden Jahren gelang es dem Klub nicht, die Erfolge zu wiederholen. Identifikationsfiguren wie John Chabot, Tony Tanti oder Tom O’Regan wurden entlassen und neben finanziellen Schwierigkeiten scheiterte der Verein einmal im Viertelfinale, einmal in der ersten Runde der Play-off-Qualifikation und in der Spielzeit 1998/99 wurde die Endrunde mit einem 13. Tabellenrang komplett verpasst. Zu einem der schwärzesten Tage der Vereinsgeschichte zählt der 6. Oktober 1998. An diesem Tag brach der kanadische Stürmer Stéphane Morin bei einem DEL-Spiel zwischen den Revierlöwen Oberhausen und den Berlin Capitals (Stand 0:3) während des zweiten Drittels auf der Bank zusammen und verstarb kurze Zeit später im Krankenhaus. Morin war erst vor der Saison aus Nordamerika nach Berlin gewechselt.
Im Sommer 1999 erhielt der Verein wieder den Zusatz Die Preussen. Mit dem Mäzen Egon Banghard und dem Finnen Harry Harkimo wurden Pläne entwickelt, eine Großveranstaltungsarena in Spandau oder Charlottenburg zu errichten, welche jedoch 2001 wieder ad acta gelegt wurden. Darüber hinaus wurde mit Roger Wittmann ein neuer Manager eingestellt und in der Saison 1999/00 gelang es den Capitals an frühere Erfolge anzuknüpfen. So platzierten sich die Berliner auf dem sechsten Platz und besiegten in der ersten Runde der Play-offs die Krefeld Pinguine, die zuvor den dritten Rang in der DEL-Hauptrunde belegten. Im Halbfinale scheiterten die Capitals an den Kölner Haien, gegen die das Team bereits in früheren Jahren häufig in den Play-offs ausschied.

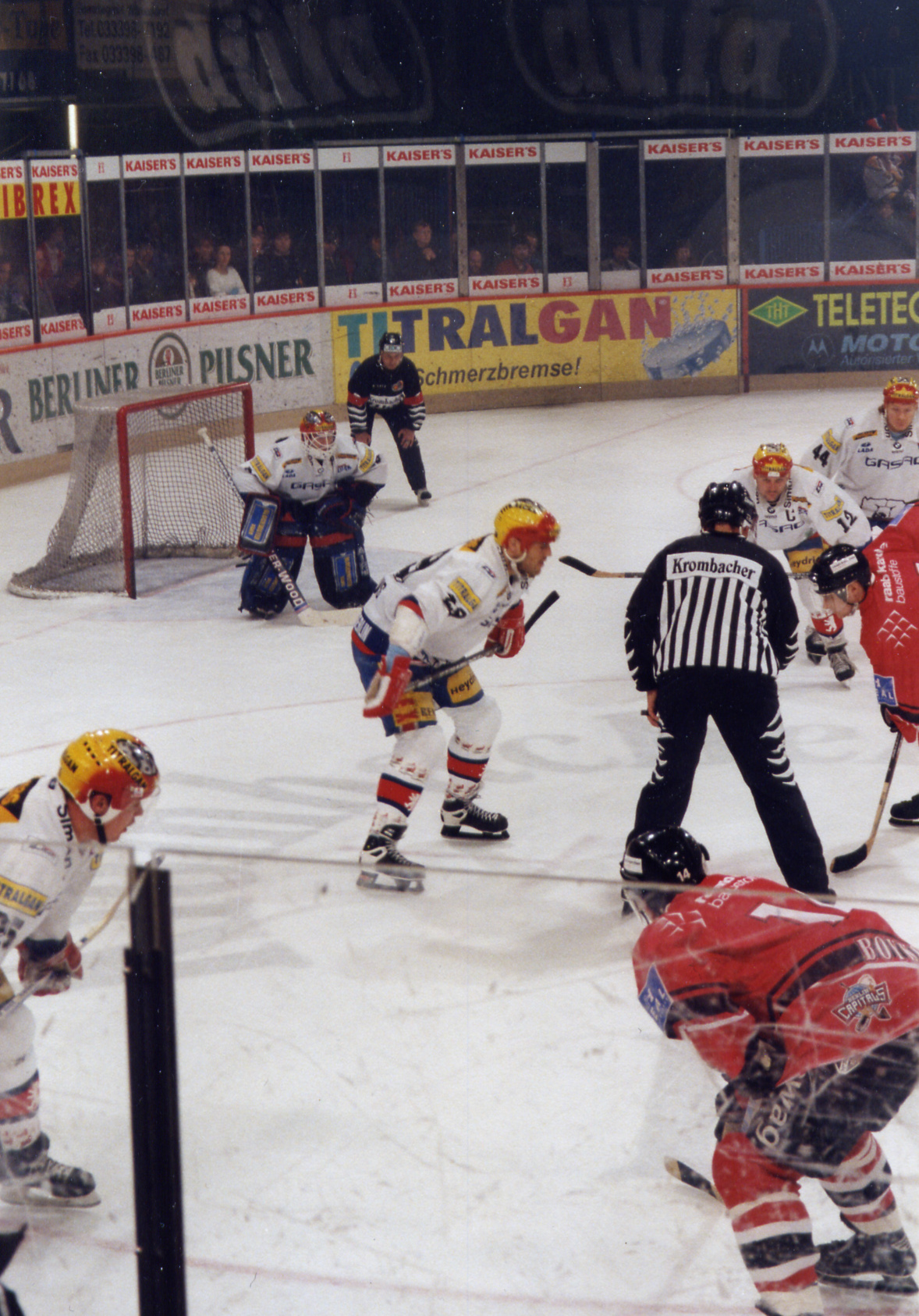
Lokalderby zwischen den Berlin Capitals und den Eisbären Berlin

Vor Beginn der Saison 2001/02 gab es abermals Probleme mit der Lizenzvergabe. Schließlich stellte Dietmar Hopp den Capitals elf Millionen D-Mark zur Verfügung, womit der Verein vorerst gerettet war, jedoch aufgrund der Lizenzprobleme mit sechs Minuspunkten in die Saison starten musste. Darüber hinaus spielte der Verein nach dem Abriss der Eissporthalle Jafféstraße erstmals in der Deutschlandhalle, welche von den Fans nicht angenommen wurde. Nach der Hauptrunde belegte die Mannschaft lediglich den vorletzten Platz und musste somit in den Play-downs um den Klassenerhalt spielen. Vor dem Punktspiel am 3. März 2002 veranstalteten insgesamt 1.300 Fans der Eisbären Berlin einen Gedenkmarsch, der sich vom S-Bahnhof Westkreuz bis hin zur Heimspielstätte der Berlin Capitals erstreckte. Dabei wollten die Eisbären-Anhänger die Derbys beider Vereine symbolisch zu Grabe tragen. Särge, Kreuze und Spruchbänder brachten diese Intention zum Ausdruck. Hintergrund war die schlechte sportliche und finanzielle Lage der Capitals und die damit im Zusammenhang stehende Tatsache, dass dies das letzte Derby beider Klubs in der DEL war.
Folglich traten die Berliner in den Play-downs gegen die Schwenninger Wild Wings an. Die Serie nach dem Modus Best of Seven erstreckte sich über die volle Distanz. Vor dem siebten und letzten Spiel am 7. April 2002 wurden die wirtschaftlichen Probleme offensichtlich und Alleingesellschafter Egon Banghard stellte seinen Anteil für einen symbolischen Euro in Aussicht. Darüber hinaus wurde der Mannschaft eine Nichtabstiegsprämie von 100.000 Euro angekündigt, jedoch verloren die Capitals mit 5:7 in eigener Halle und standen somit als sportlicher Absteiger aus der DEL fest. Wenig später wurde das Insolvenzverfahren gegen die Berlin Capitals Eishockey GmbH eröffnet und somit auch die Lizenz für die DEL entzogen. Die Capitals wiesen einen Schuldenstand von 770.000 Euro auf und hätten laut dem damaligen DEL-Pressesprecher Andreas Ulrich Zusagen hinsichtlich Bürgschaften nicht eingehalten. Somit wurde auf einer Versammlung der DEL-Gesellschafter im März 2002 mit 14:0 Stimmen für einen Lizenzentzug entschieden. Nach acht Jahren und als Gründungsmitglied verließen die Preussen die deutsche Eliteliga.

### Abstieg, Lizenzentzug und Neuanfang (2002 bis 2004)
| Platzierungen | Platzierungen | Platzierungen |
| Saison        | Vorrunde      | Endrunde      |
| ------------- | ------------- | ------------- |
| 2002/03       | 1. Platz      | Aufstieg ↑    |
| 2003/04       | 7. Platz      | 8. Platz      |
| 2004/05       | 1. Platz      | Viertelfinale |

Nach einem gescheiterten Neuanfang in der 2. Bundesliga, aus deren Lizenzierungsphase sich die Capitals am 19. Juni 2002 mangels Sponsoren zurückzogen, gliederte sich der Verein in der Regionalliga-Mannschaft der Young Capitals ein. Als BC Preussen startete eine vorwiegend aus Nachwuchsspielern bestehende Mannschaft in der Saison 2002/03 in der viertklassigen Regionalliga. Während der Saison kehrte Lorenz Funk senior als aktiver Spieler im Alter von 56 Jahren für ein Spiel aufs Eis zurück. Durch eine sportlich erfolgreiche Saison gelang der Aufstieg und man nahm 2003/04 an der Eishockey-Oberliga teil. In der Oberliga-Saison konnte zwar der sportliche Abstieg vermieden werden, es folgte jedoch das finanzielle Aus. Erneut hatte der Klub Schulden in Höhe von mehreren Hunderttausend Euro.
| Sondertrikot zu 20 Jahre Preussen Berlin |           |
| ---------------------------------------- | --------- |
| Vorderseite                              | Rückseite |

2003 wurde vom Verein zum 20-jährigen Bestehen am 26. April 2003 ein Freundschaftsspiel ausgetragen, bei der ein Traditionsteam, bestehend aus ehemaligen Preussenspielern gegen die aktuelle Mannschaft antraten. Aus diesem Anlass wurde ebenfalls ein Sondertrikot angefertigt.

### Berliner Schlittschuhclub Preussen (2004/05)
Nach der Insolvenz des Vereins 2004 wurde die Berliner Schlittschuhclub Preussen GmbH gegründet, die in Kooperation mit dem Berliner Schlittschuhclub unter dem Namen Berliner Schlittschuhclub Preussen 2004/05 an der Oberliga teilnahm. Nach Beendigung der Saison 2004/05 ging dann der BSchC Preussen ebenfalls Konkurs.

### ECC Preussen Juniors (2004 bis 2020)
Ebenfalls 2004 wurde aus dem Nachwuchsbereich des EC Berlin Capitals heraus der ECC Preussen Juniors Berlin (ursprünglich EC Neuer Anfang Berlin) gegründet. Er startete 2004/05 mit einer Seniorenmannschaft in der Regionalliga Ost und spielte von 2010 bis 2013 und von 2015 bis 2019 in der Oberliga. 2012 strich der Verein das Wort Juniors aus dem Namen, 2020 wurde der Verein nach einem Insolvenzantrag aufgelöst.
Für die Nachwuchsmannschaften des ECC Preussen wurde unter dem Dach des SC Charlottenburg eine neue Abteilung SCC Adler gegründet, die dort eine zweite Eishockeyabteilung neben der bereits bestehenden Landesligamannschaft des SCC bildet.
Im Mai 2023 gründete eine Gruppe, zu der auch die ehemaligen BSC-Preussen- bzw. Capitals-Spieler Georg Holzmann, Ulrich Egen und Gaétan Malo gehören, einen neuen Verein mit dem Namen Berlin Capitals Akademie e. V. Dieser sieht sich als Neugründung der Berlin Capitals und will 2025/26 den Spielbetrieb in allen Altersklassen aufnehmen.
→ Siehe auch: Eishockey in Berlin

## Spieler

### Gesperrte Trikotnummern
| Name           | #  | Position | Zeit beim Verein | Anmerkungen |
| -------------- | -- | -------- | ---------------- | --- |
| Georg Holzmann | 16 | Stürmer  | 1988–1998        | Holzmann stand insgesamt zehn Spielzeiten im Kader der Berliner. Nach seiner Entlassung 1997 musste der Publikumsliebling sein Abschiedsspiel selbst organisieren, der Verein honorierte seine Leistungen jedoch mit der Platzierung seines Trikots unter dem Hallendach und der Sperrung seiner Rückennummer. |

### Mitglieder der Hockey Hall of Fame Deutschland
In die „Hall of Fame“ des deutschen Eishockeymuseums werden Persönlichkeiten aufgenommen, die sich um den Eishockeysport in Deutschland verdient gemacht haben. Von den aufgenommenen Akteuren wirkten bei den Preussen (Teamzugehörigkeit und Position in Klammern):
- Lorenz Funk
(1983–1986 Sturm, 1986–1987 Trainer, 2002–2004 Präsident)
- Georg Holzmann
(1988–1998, Sturm)
- Axel Kammerer
(1987–1993, Sturm)
- Dieter Medicus
(1990–1992, Verteidigung)
- Tom O’Regan
(1989–1998, Sturm und Verteidigung)
- Klaus Merk
(1987–1998, Tor)
- Jürgen Rumrich
(1990–1998, Sturm)
- Michael Rumrich
(1985–1986, 1991–1994 Sturm)

### Teilnahme von Spielern am DEL All-Star Game

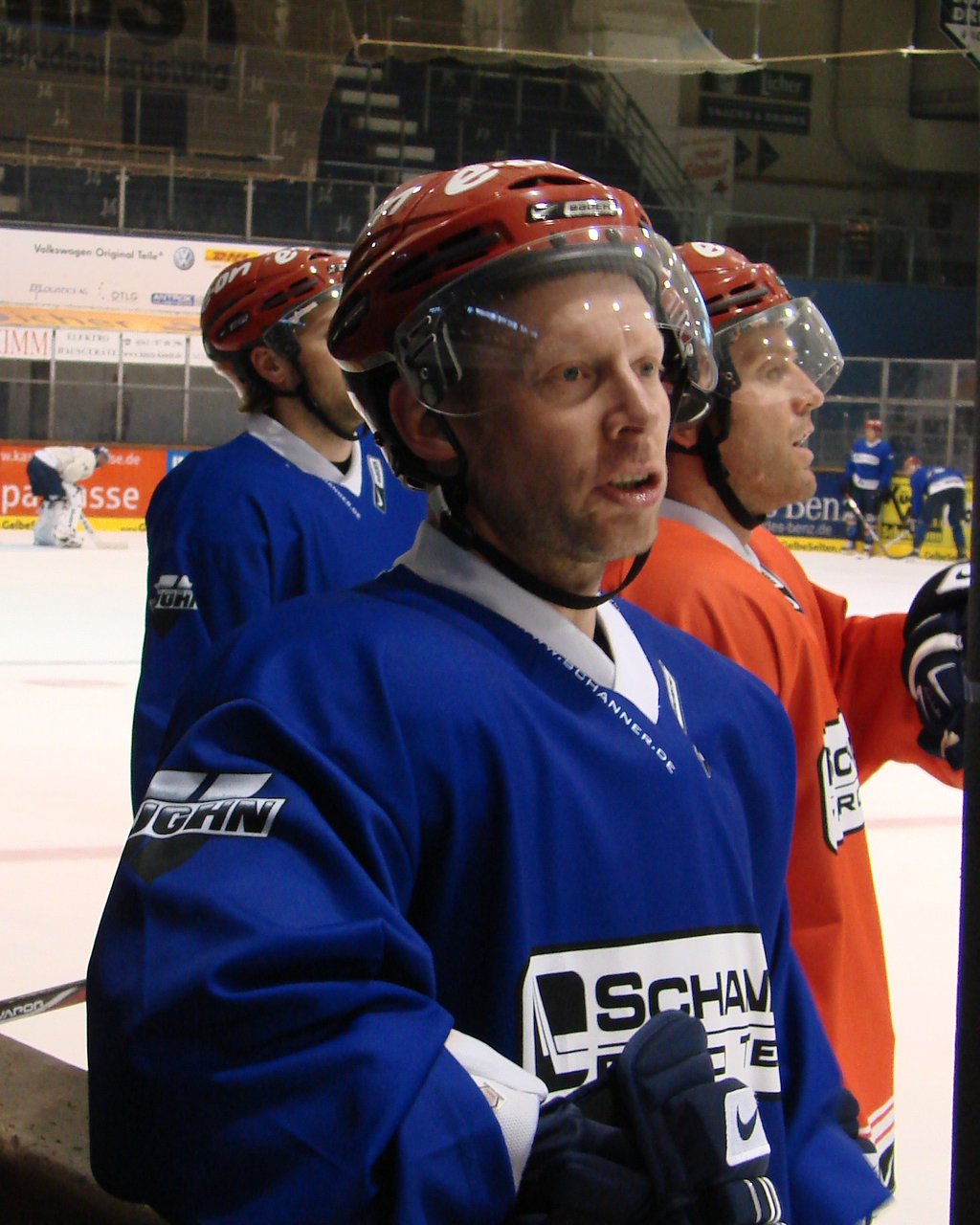
Mike Pellegrims nahm 2000 am DEL All-Star Game teil

Einige Spieler der Preussen wurden während ihrer Teamzugehörigkeit für das DEL All-Star-Game nominiert. Dies war ein Freundschaftsspiel, welches von 1998 bis 2009 jährlich stattfand und in dem die herausragendsten Spieler der Deutschen Eishockey Liga gegeneinander antraten.
| Teilnehmer am DEL All-Star Game |             |              |                   |
| Name                            | Position    | Teilnahme(n) | Team              |
| Mike Pellegrims                 | Verteidiger | 2000         | DEL All-Star Team |
| Fredrik Öberg                   | Stürmer     | 2002         | DEL All-Star Team |

### Weitere bedeutende Spieler
(Teamzugehörigkeit und Position in Klammern)
- Dave Silk
(1989–1991, Sturm)
- Gaétan Malo
(1988–1997, Sturm)
- John Chabot
(1992–1995, 1996–1997, Sturm)
- Tony Tanti
(1992–1998, Sturm)
- Pavel Gross
(1999–2004, Sturm)
- Czesław Panek
(1983–1990, Verteidigung)
- Franz Steer
(1985–1989, Verteidigung)
- Yvon Corriveau
(2000–2002, 2004–2005 Sturm)

## Präsidenten des BSC Preussen
- Hermann Windler 1983 bis April 1995
- Axel Banghard 4. Mai 1995 bis 1997
- Marian Czechowski bis 2002 (Young Capitals e. V.)
- Lorenz Funk 2002 bis 2004 (EC Berlin Capitals e. V.)

## Trainer
| Saison    | Trainer                       |
| --------- | ----------------------------- |
| 1983–1986 | Jim Setters                   |
| 1986      | Franz Funk                    |
| 1986–1987 | Lorenz Funk senior            |
| 1987–1990 | Olle Öst                      |
| 1990      | Dan Hobér                     |
| 1990–1992 | Craig Sarner                  |
| 1992–1994 | Billy Flynn                   |
| 1994–1995 | Kevin Primeau                 |
| 1995–1996 | Curt Lundmark                 |
| 1996–1998 | Peter Ustorf                  |
| 1998      | Michael Komma                 |
| 1998–1999 | Dale McCourt                  |
| 1999–2000 | Michael Komma                 |
| 2000–2001 | Chris Valentine               |
| 2001      | Pavel Gross und Karel Slanina |
| 2001–2002 | Gunnar Leidborg               |
| 2002–2004 | Andreas Brockmann             |

Erste Trainer des BSC Preussen waren Jim Setters gemeinsam mit Lorenz Funk senior als Spielertrainer, die in ihrer Debüt-Saison die Zweitligameisterschaft erreichten. Ab 1984 trainierte Setters die Mannschaft wieder allein und erreichte in den nächsten zwei Jahren jeweils Platz eins nach der Vorrunde, stieg jedoch nie in die 1. Bundesliga auf. Im März 1986 wurde Setters von Franz Funk abgelöst, der im Endklassement noch einen vierten Platz erzielte.
Lorenz Funk übernahm für die anschließende Spielzeit das Amt ab September 1986. Mit Stefan Metz wurde Funk zunächst ein gleichberechtigter Manager zur Seite gestellt, der wenig auch als Co-Trainer fungierte, nachdem Funk nach 0:14 Punkte vor der Entlassung stand. Trotz seiner Beliebtheit bei den Fans und Solidaritätsbekundungen – so wurden bei einem Spiel gegen die Düsseldorfer EG fünf Minuten kollektiv geschwiegen – wurde Lorenz Funk nach fünf Punkten in 23 Spielen im November 1987 entlassen. Als Nachfolger wurde der Schwede Olle Öst verpflichtet, der den Klassenerhalt als Ziel ausgab und mit nachverpflichteten Spielern schlussendlich auch erreichte. Mit dem Schweden kam Kontinuität in das Spiel der Preussen, doch nach zwei erreichten Viertelfinals in den Play-offs wechselte er im März 1990 zum Mannheimer ERC.
Mit Dan Hobér wurde anschließend ein Trainer verpflichtet, der nur bis zum Anfang der Saison engagiert war und ab 29. Oktober 1990 für fünf Tage von Interimstrainer und Manager Stefan Metz ersetzt wurde. Für Metz kam Craig Sarner an den Eichkamp, der mit seiner Mannschaft bis zu seiner Entlassung am 26. November 1992 drei Mal in das Halbfinale einzog. Während seiner Zeit kam es zur deutschlandweit bekannten „Schlüsselwurfaffäre“, bei der Manager Stefan Metz vor einem Auswärtsspiel drei Spieler umquartierte, um potentiellen Sponsoren diese Zimmer zu geben. Sarner wollte seine Spieler schützen und warf symbolisch einen Schlüsselbund vor die Füße des damaligen Vize-Präsidenten, der daraufhin Metz abmahnte und Sarner entließ. Metz reagierte folglich mit seiner eigenen Kündigung, nachdem er die soeben abgeschlossenen drei Sponsorenverträge in Höhe von jeweils 100.000 D-Mark zerriss. Die Spieler zeigten sich solidarisch mit Sarner und er wurde vom Präsidium zunächst wieder eingestellt.
Mit Billy Flynn wurde im November 1993 der Nachfolger für Sarner präsentiert, der die Preussen ein Jahr trainierte. Für ihn kam im Dezember 1994 Kevin Primeau an die Spree, der die Spielweise von Flynn, Offensiveishockey, weiter vorantrieb und schließlich Vorrundensieger wurde. Nach der Saison verließ der Kanadier den Verein und es Curt Lundmark wurde verpflichtet. Nach dem erneuten Scheitern im Halbfinale kam Peter Ustorf im August 1996 nach Berlin und blieb dort bis 1998. An seine Seite wurde Michael Komma gestellt, beide konnten jedoch nicht die Play-offs erreichen. Dale McCourt übernahm anschließend das Traineramt, kam aber über einen 13. Platz nach der Vorrunde und dem Verpassen der Play-offs ebenfalls nicht hinaus. So stand Michael Komma erneut hinter der Bande und erreichte schließlich wieder das Halbfinale. Ab dem 9. November 2000 bekam Chris Valentine das Zepter, wurde allerdings kurze Zeit später entlassen, weil er die Öffentlichkeit über die finanziellen Missstände bei den Preussen unterrichtete. Für Valentine übernahm Pavel Gross das Kommando und erreichte letztendlich das Play-off-Viertelfinale.
Nachdem die finanziellen Probleme offenkundlich geworden waren, musste der neu angestellte Trainer Gunnar Leidborg eine neue Mannschaft formen, konnte indes aber nicht den Abstieg verhindern. Nach dem Neuanfang der BC Preussen wurde Andreas Brockmann als sportlicher Leiter engagiert, der die Mannschaft bis zu seinem endgültigen Konkurs 2004 trainierte.

## Spielstätten
Zwischen 1983 und 2001 trugen die Mannschaften des BSC Preussen ihre Heimspiele in der Eissporthalle an der Jafféstraße aus. Die im Oktober 1973 eröffnete Multifunktionshalle bot Platz für 6063 Zuschauer. Bei ihrer Eröffnung trat der BSchC gegen den niederländischen Erstligisten Tilburg Trappers an. Im Jahr 2001 wurde die Eishalle abgerissen. Hauptgrund hierfür war die Errichtung eines neuen Eingangsbereiches für die Messe Berlin, die sich in unmittelbarer Nachbarschaft zu der Halle befand.

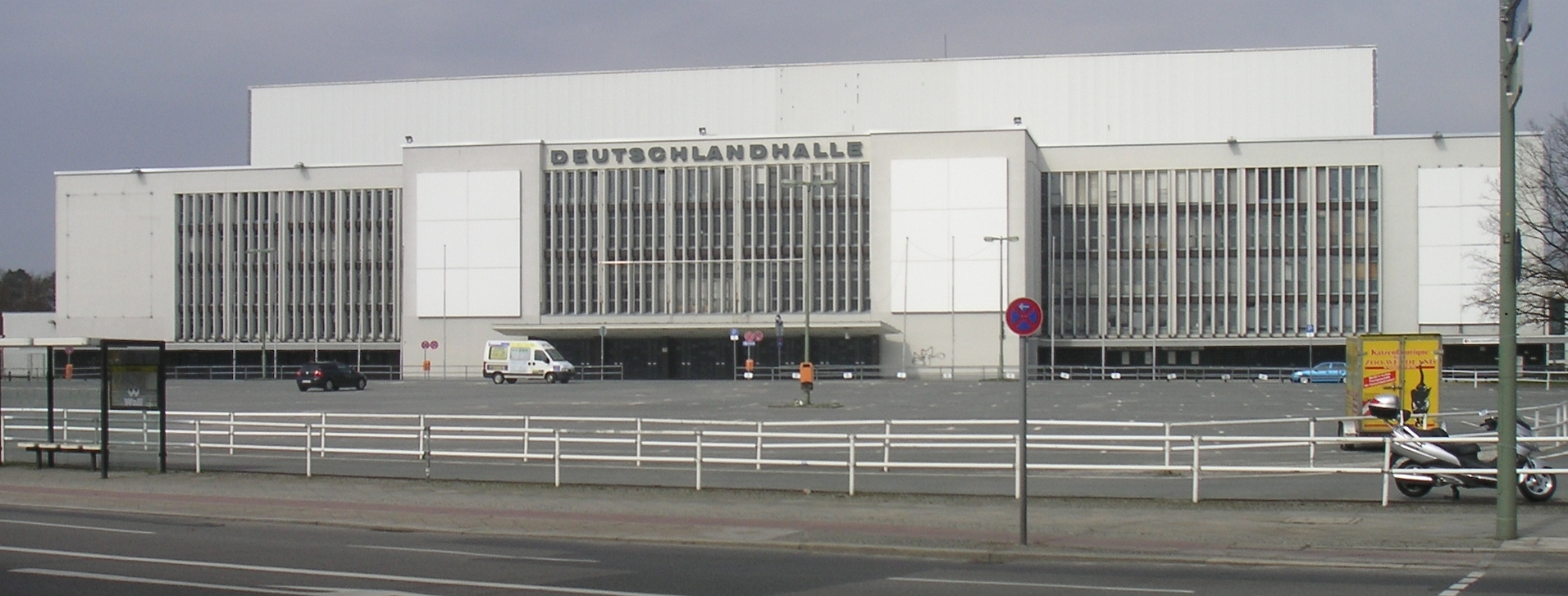
Die Deutschlandhalle

Anschließend zog der Verein in die Deutschlandhalle um, die zuvor umgebaut wurde und somit für den Eissport geeignet war. Des Weiteren wies die neue Halle eine Kapazität von 8764 Plätzen auf und war somit größer als die Eissporthalle an der Jafféstraße. Ende 2005 wurde die Deutschlandhalle auf Grund von Problemen der Dachkonstruktion geschlossen. Bei einer Routineuntersuchung waren den Gutachtern diese Mängel aufgefallen. Im März 2006 wurde die Halle wieder eröffnet. Der Berliner Senat beschloss 2008 endgültig, die Deutschlandhalle abzureißen und sie durch einen Neubau zu ersetzen.